# You de Zhou
O rei You de Zhou, nascido Ji Gongsheng, foi um dos mais notórios reis da Dinastia Zhou, nascido em 795 a.C. Começou a reinar em 781 a.C., com apenas 14 anos de idade, após a morte de seu pai Xuan de Zhou. Morreu em 771 a.C., na Batalha do Monte Li, marcando o fim do domínio efetivo dos Zhou na China.
Em 780 aC, um grande terremoto atingiu Guanzhong. Um adivinho chamado Bo Yangfu (伯陽 甫) considerou este um presságio de predizer a destruição da dinastia Zhou.
Em 779 aC, uma concubina chamada Bao Si entrou no palácio e veio para o favor do rei You. Ela lhe deu um filho chamado Bofu.
O Rei You depôs a Rainha Shen e o Príncipe Herdeiro Yijiu. Ele fez de Baosi a nova rainha e Bofu o novo príncipe herdeiro.
Dizem que Baosi não riu com facilidade. Depois de tentar muitos métodos e fracassar, rei You tentou divertir sua rainha favorita acendendo faróis de aviso e enganando seus vassalos para pensar que os nômades Quanrong estavam prestes a atacar. Os vassalos chegaram ao castelo apenas para se verem ridicularizados por Baosi. Mesmo depois do rei You ter impressionado Baosi, ele continuou a abusar de seu uso de faróis de alerta e perdeu a confiança dos vassalos.